# Myllysaari (ö i Saarijärvi, Kallinjärvi)
Myllysaari är en liten ö i Finland. Den ligger i sjön Kallinjärvi och i kommunen Saarijärvi i den ekonomiska regionen  Saarijärvi-Viitasaari och landskapet Mellersta Finland, i den centrala delen av landet, 280 km norr om huvudstaden Helsingfors. Öns area är 0,8 hektar och dess största längd är 160 meter i sydöst-nordvästlig riktning.